# Roztopy

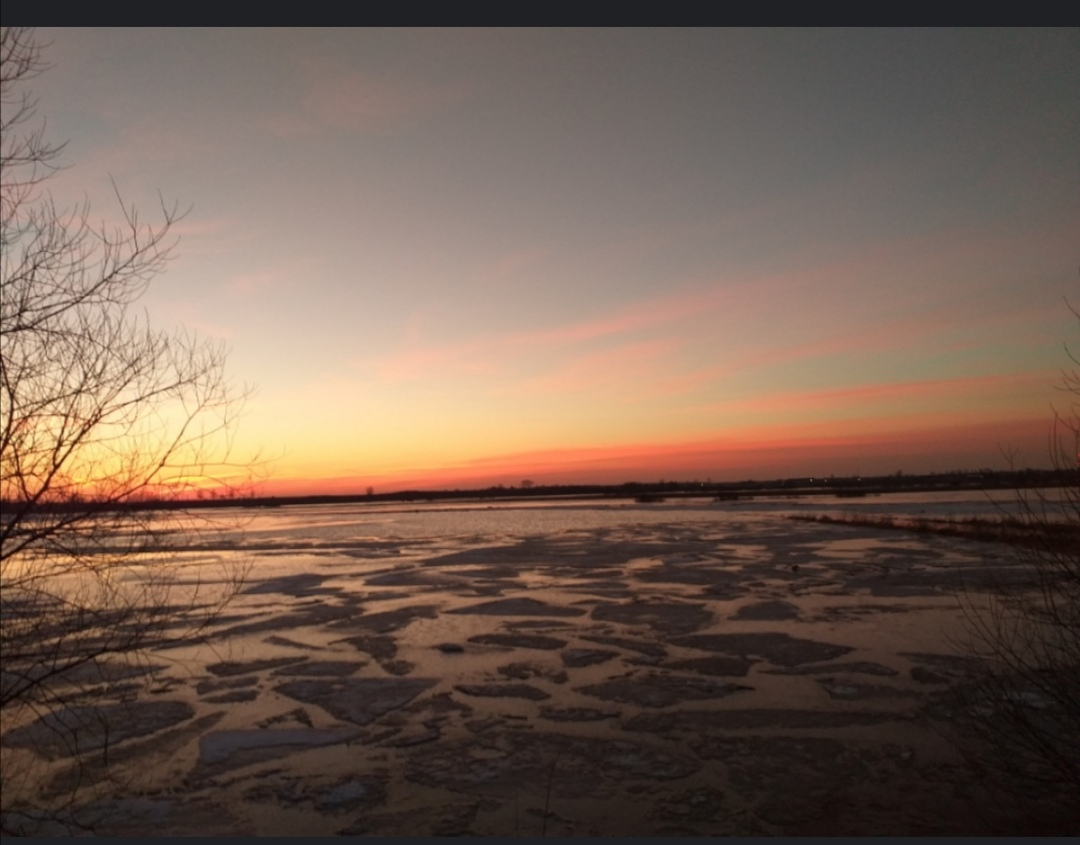
Rozlewiska Narwi podczas roztopów

Roztopy – zjawisko na przedwiośniu, kiedy średnia dobowa temperatura powietrza przekroczy 0 °C. Trwa ono aż do całkowitego stopienia się zalegającej pokrywy śnieżnej i lodowej. Są jedną z przyczyn powodzi.